# Sant Pere de Belltall
Sant Pere de Belltall és l'església de la població de Belltall, municipi de Passanant i Belltall (Conca de Barberà), inclosa en l'Inventari del Patrimoni Arquitectònic de Catalunya.
És un temple d'estil neoclàssic. Va ser construït sobre la base d'una planta basilical amb cobertes amb volta de canó i absis pla. El campanar, de base quadrada i octogonal a partir de la línia de coberta, és considerat d'arquitectura barroca catalana. A la seva façana es visualitza la intenció classicista del disseny, encara que amb un resultat desigual. La façana es caracteritza per la simplicitat de les seves línies i per una cornisa sobresortida que en reforça l'horitzontalitat de la composició. Dins el frontó es pot llegir la data 1864.